# Мурекс пальма-роза
Мурекс пальма-роза, или мурекс «ветка розы» (лат. Chicoreus palmarosae) — морской брюхоногий моллюск из семейства мурексов.

## Описание
Длина раковины составляет от 7 до 13 см. Раковина крепкая, веретеновидная, осевая скульптура образована уплощенными складками и приподнятыми гребнями, несущими по одной веточке, загнутой вверх. Устье овальное, с длинным сифональным вырезом, несущим с обеих сторон по 3 разветвлённых веточки. Окраска от бежевой до тёмно-бурой, веточки розовые.

## Распространение
Вид обитает в Индийском океане вдоль атолла Чагос и в бассейне Маскаренских островов, в Тихом океане вдоль Шри-Ланки и юго-западной Японии. Обитает на глубине от 3 до 90 м.